# جون فيتزجيرالد (تنس)
جون فيتزجيرالد (بالإنجليزية: John Fitzgerald)‏ مواليد 28 ديسمبر 1960 في جنوب أستراليا، هو لاعب كرة مضرب أسترالي سابق بدأ مسيرته كمحترف سنة 1980 وكان يلعب باليد اليمنى، اعتزل اللعب في 1997. كما أنه أحد أبطال الجراند سلام. أعلى تصنيف له في الفردي كان المركز الـ 25 في سنة 1988.

## بطولات حققها
- دورة رولان غاروس الدولية
- بطولة ويمبلدون
- بطولة أستراليا المفتوحة للتنس
- بطولة أمريكا المفتوحة للتنس

## روابط خارجية
- جون فيتزجيرالد على موقع رابطة محترفي التنس (الإنجليزية)
- جون فيتزجيرالد على موقع الاتحاد الدولي لكرة المضرب (الإنجليزية)
- جون فيتزجيرالد على موقع كأس ديفيز (الإنجليزية)
- جون فيتزجيرالد على موقع اتحاد التنس الأسترالي (الإنجليزية)
- جون فيتزجيرالد على موقع خلاصة التنس.كوم (الإنجليزية)
- جون فيتزجيرالد على موقع إي إس بي إن.كوم (الإنجليزية)
- جون فيتزجيرالد على موقع أوليمبيديا (الإنجليزية)